# Нандо Гонсалес
Фернандо Гонсалес Валенсіага (ісп. Fernando González Valenciaga, 1 лютого 1921, Гечо — 3 січня 1988, Більбао) — іспанський футболіст, що грав на позиції півзахисника, зокрема, за клуби «Атлетік Більбао» та «Расінг», а також національну збірну Іспанії.
Чемпіон Іспанії. Чотириразовий володар Кубка Іспанії. 

## Клубна кар'єра
У футболі дебютував виступами за команду «Гечо». 
Протягом 1940—1941 років захищав кольори команди «Індаучу».
Своєю грою за останню команду привернув увагу представників тренерського штабу клубу «Атлетік Більбао», до складу якого приєднався 1941 року. Відіграв за клуб з Більбао наступні одинадцять сезонів своєї ігрової кар'єри. За цей час виборов титул чемпіона Іспанії.
1952 року перейшов до клубу «Расінг», за який відіграв 2 сезони.  Завершив професійну кар'єру футболіста виступами за команду «Расинг» (Сантандер) у 1954 році.

## Виступи за збірну
1947 року дебютував в офіційних матчах у складі національної збірної Іспанії. Протягом кар'єри у національній команді провів у її формі 8 матчів.
Був присутній в заявці збірної на чемпіонаті світу 1950 року у Бразилії, але на поле не виходив.
Помер 3 січня 1988 року на 67-му році життя у місті Більбао.

## Титули і досягнення
- Чемпіон Іспанії (1):

«Атлетік Більбао»: 1942-1943
- Володар Кубка Іспанії (4):

«Атлетік Більбао»: 1943, 1944, 1944-1945, 1949-1950
- Володар Кубка Еви Дуарте (1):

«Атлетік Більбао»: 1950